# Јовин
Јовин (лат: Iovinus, умро 413. године) био је западноримски узурпатор од 411. до своје смрти 413. године.
У римској Галији је од 406. године владала пометња пошто је неколико већих група варвара прешло Рајну (Вандали, Алани, Бургунди...), а 407. британске легије су прогласиле за цара Константина III. Константин је најзад савладан 411. од стране Хоноријевог војсковође Флавија Констанција. Међутим, гало-римски аристократа Јовин је исте те године проглашен за цара у Мајнцу на Рајни уз подршку Бургунда и Алана. Јовин је потом у својству римског цара дозволио Бургундима да се населе на територији царства у околини Вормса. Након тога, Јовин је придобио подршку визиготског краља Атаулфа, али се са њим посвађао 412. када је свог брата Себастијана прогласио за савладара. Атаулф је прешао на Хоноријеву страну и 413. помогао царевој војсци да порази узурпаторе. Себастијан је одмах погубљен, а Јовин је ухваћен и убијен у Валентији у јужној Галији. Главе двојице браће су одсечене и послате прво на Хоноријев двор у Равени, а потом у Картагину као потврда њиховог пораза.